# 索里科斯剧院
索里科斯剧院（希臘語：Αρχαίο Θέατρο Θορικού）是一座位于希腊古代城邦阿提卡托里科斯，也就是今拉夫里翁北部的一座古希腊剧院。它是世界上目前已知最古老的剧院，主体建筑建于公元前525年至公元前480年左右。剧院的设计风格迥异于一般希腊建筑的半圆形结构，而是采用另一种狭长的建筑结构。
建造索里科斯剧院的工程分了数期才最后竣工，其中第一阶段的工程可追溯到古风时期末期。